# Prince (marque)
Pour les articles homonymes, voir Prince.
ABG Prince LLC (anciennement Prince Sports, Incorporated) est une entreprise américaine qui s'est essentiellement spécialisée dans le tennis, le golf, le squash et les sports de raquette en général en produisant à la fois des vêtements, des équipements, des balles et des raquettes sous la marque Prince. Prince est le partenaire de grands sportifs tels Jennifer Capriati, Patrick Rafter, Jimmy Connors et Martina Navrátilová.
Autrefois simple fabricant de machine à envoyer des balles de tennis à Princeton.

## Présentation
La société a été la propriété de nombreuses structures, comme le Benetton Group italien jusqu'en 2003 puis Lincolnshire Management Inc.. En 2012, Prince Sports est affilié à Nautic Partners, une firme de Capital-investissement basée à Providence (Rhode Island).
Le 27 juillet 2012, Prince Sports, éligible au chapitre 11 de la loi sur les faillites des États-Unis bénéficie de la protection d'un tribunal fédéral, et obtient l'aval pour mettre en place un plan de réorganisation.
La division tennis de Prince enregistre 59 millions de dollars de chiffre d'affaires (CA) en 2011, représentant 83 % du chiffre d'affaires total de l'entreprise. La dette de Prince a été rachetée en mars 2012 par Authentic Brands Group LLC.
ABG-Prince LLC l'actuel propriétaire de la marque est  une filiale d'Authentic Brands Group, LLC (« ABG »), une société à responsabilité limitée du Delaware USA. Cette société est aussi propriétaire de Volcom racheté à Kering.

## Tennis
Après les succès de la technologie O3 en 2005, la technologie Speedport en 2007, Prince s'appuie aujourd'hui sur une technologie brevetée et développée par la firme : le système EXO³. Parmi les modèles de raquettes destinés à la compétition ou à la pratique intensive du tennis bénéficiant de la technologie EXO³, on retrouve actuellement la déclinaison de quatre principales séries :
- Rebel (axée contrôle et précision)
- Warrior (axée attaque et punch)
- Tour (axée toucher, contrôle et stabilité)
- Thunder (axée puissance et tolérance)

En parallèle, Prince commercialise d'autres gammes de raquettes : les Hybrid, les Speedport, les Air0³ et AirO. Les modèles « O3 » et « Thunder » suivent essentiellement des noms de couleur (Red, Blue, Silver, Pink, Black, White) ou d'animaux (Shark, Hornet).
Prince Sports Inc. est le partenaire exclusif du All England Lawn Tennis and Croquet Club pour les raquettes, les sacs et les accessoires de la marque Wimbledon.

### Prince dans le tennis professionnel
Joueurs utilisant des raquettes Prince :
1. David Ferrer (jusqu'à fin 2015)
2. Juan Carlos Ferrero
3. Pablo Andújar
4. Marcel Granollers
5. Gaël Monfils (jusqu'à septembre 2012)
6. Sam Querrey
7. John Isner
8. Bob Bryan
9. Mike Bryan
10. Viktor Troicki (jusqu'à sept. 2012)
11. Xavier Malisse
12. Nikolay Davydenko
13. Lucas Pouille
14. Vera Zvonareva
15. Maria Sharapova (jusqu'à fin 2010)
16. Marion Bartoli
17. Samantha Stosur
18. Jennifer Capriati
19. Jelena Janković
20. Katarina Srebotnik
21. Tathiana Garbin
22. Daniela Hantuchová
23. Ai Sugiyama
24. Liezel Huber
25. Lisa Raymond
26. Jelena Kostanić Tošić
27. Shahar Peer
28. Magdaléna Rybáriková